# غواصة يو بي-26
يو بي-26 غواصة ألمانية من فئة يو بي2 خدمت في البحرية الإمبراطورية الألمانية خلال الحرب العالمية الأولى. تم طلب الغواصة في 30 أبريل 1915 وتم إطلاقها في 14 ديسمبر 1915. تم تكليفها في البحرية الإمبراطورية الألمانية في 7 يناير 1916 باسم يو بي-26. تم احتجازها في شبكات مضادة للغواصات. من قبل المدمرة الفرنسية Trombe وتم تدميرها في ميناء لوهافر في 5 أبريل 1916.